# Saint-Seine-en-Bâche
Saint-Seine-en-Bâche é uma comuna francesa na região administrativa da Borgonha-Franco-Condado, no departamento de Côte-d'Or. Estende-se por uma área de 8,45 km². Em 2010 a comuna tinha 408 habitantes (densidade: 48,3 hab./km²).